# Островский, Андрей Николаевич
Андре́й Никола́евич Остро́вский (род. 13 сентября 1973[…], Пинск, Брестская область) — советский и белорусский футболист, защитник. 

## Клубная карьера
Воспитанник пинской СДЮШОР (тренер М. Шоломицкий). Первый профессиональный контракт Островский подписал в 16 лет с брестским «Динамо» и уже на второй год своего пребывания в команде стал одним из основных защитников клуба. С апреля 1993 года играл в составе минского «Динамо». Сумев выдержать сильную конкуренцию в оборонительной линии клуба, Андрей на несколько лет стал основным защитником команды, и в 1994 году ему пришло приглашение из национальной сборной Беларуси. Вскоре Островскому пришло предложение из московского «Динамо», где в первый же сезон он вместе с командой выиграл бронзу чемпионата России. Отыграв три сезона в «Динамо», Андрей уехал в Израиль, в котором за два года пребывания выиграл два титула чемпиона страны вместе с «Маккаби» из Хайфы. Затем ему поступило предложение от киевского «Арсенала», в котором он отыграл три сезона, с небольшим перерывом, когда в начале 2004 года попытался вновь вернуться в российское футбольное первенство, подписав контракт с клубом «Торпедо-Металлург». После этого он вернулся обратно в «Арсенал». Последним клубом карьере Островского стал одесский «Черноморец». В 34 года Андрей был вынужден завершить карьеру из-за травмы тазобедренного сустава. Прощальный матч прошёл 7 октября 2007 года в его родном Пинске между местной командой «Волна» и командой «друзей Островского».
| №         | Дата             | Оппонент   | Счёт               | Голы | Пасы | Карточки | Минуты  | Соревнование                           |
| --------- | ---------------- | ---------- | ------------------ | ---- | ---- | -------- | ------- | -------------------------------------- |
| 1e-06     |                  |            |                    |      |      |          |         | Игрок команды «ФК Динамо (Минск)»      |
| 1         | 25 мая 1994      | Украина    | 1:3                | —    | —    | —        | 90'     | Товарищеский матч                      |
| 2         | 14 февраля 1996  | Турция     | 2:3                | —    | —    | —        | 45' 46' | Товарищеский матч                      |
| 3         | 5 октября 1996   | Эстония    | 0:1                | —    | —    | —        | 90'     | Отбор ЧМ-1998 (группа 4)               |
| 4         | 9 октября 1996   | Латвия     | 1:1                | —    | —    | —        | 90'     | Отбор ЧМ-1998 (группа 4)               |
| 4.000002  |                  |            |                    |      |      |          |         | Игрок команды «ФК Динамо (Москва)»     |
| 5         | 30 апреля 1997   | Латвия     | 0:2                | —    | —    | —        | 90'     | Отбор ЧМ-1998 (группа 4)               |
| 6         | 8 июня 1997      | Шотландия  | 0:1                | —    | —    | —        | 90'     | Отбор ЧМ-1998 (группа 4)               |
| 7         | 20 августа 1997  | Швеция     | 1:2                | —    | —    | 87'      | 90'     | Отбор ЧМ-1998 (группа 4)               |
| 8         | 7 сентября 1997  | Шотландия  | 1:4                | —    | —    | —        | 90'     | Отбор ЧМ-1998 (группа 4)               |
| 9         | 10 сентября 1997 | Австрия    | 0:1                | —    | —    | —        | 90'     | Отбор ЧМ-1998 (группа 4)               |
| 10        | 11 октября 1997  | Австрия    | 0:4                | —    | —    | 15'      | 90'     | Отбор ЧМ-1998 (группа 4)               |
| 11        | 7 июня 1998      | Литва      | 5:0                | —    | —    | —        | 90'     | Товарищеский матч                      |
| 12        | 19 августа 1998  | Литва      | 3:0                | 41′  | —    | 49'      | 53'     | Товарищеский матч                      |
| 13        | 5 сентября 1998  | Дания      | 0:0                | —    | —    | —        | 90'     | Отбор ЧЕ-2000 (группа 1)               |
| 14        | 14 октября 1998  | Уэльс      | 2:3                | —    | —    | —        | 90'     | Отбор ЧЕ-2000 (группа 1)               |
| 15        | 9 февраля 1999   | Израиль    | 1:2                | —    | —    | —        | 90'     | Товарищеский матч                      |
| 16        | 27 марта 1999    | Швейцария  | 0:1                | —    | —    | —        | 4' 86'  | Отбор ЧЕ-2000 (группа 1)               |
| 17        | 31 марта 1999    | Италия     | 1:1                | —    | —    | —        | 90'     | Отбор ЧЕ-2000 (группа 1)               |
| 18        | 19 мая 1999      | Россия     | 1:1                | —    | —    | —        | 90'     | Товарищеский матч                      |
| 19        | 5 июня 1999      | Дания      | 0:1                | —    | —    | —        | 45' 46' | Отбор ЧЕ-2000 (группа 1)               |
| 20        | 19 августа 1999  | Россия     | 0:2                | —    | —    | —        | 90'     | Товарищеский матч                      |
| 21        | 4 сентября 1999  | Уэльс      | 1:2                | —    | —    | —        | 90'     | Отбор ЧЕ-2000 (группа 1)               |
| 22        | 8 сентября 1999  | Швейцария  | 0:2                | —    | —    | —        | 90'     | Отбор ЧЕ-2000 (группа 1)               |
| 23        | 9 октября 1999   | Италия     | 0:0                | —    | —    | —        | 90'     | Отбор ЧЕ-2000 (группа 1)               |
| 24        | 29 марта 2000    | Болгария   | 1:4                | —    | —    | —        | 45' 46' | Товарищеский матч                      |
| 25        | 26 апреля 2000   | Андорра    | 0:2                | —    | —    | 52'      | 90'     | Товарищеский матч                      |
| 26        | 4 июня 2000      | Эстония    | 0:2                | —    | —    | —        | 90'     | Товарищеский матч                      |
| 26.000003 |                  |            |                    |      |      |          |         | Игрок команды «ФК Маккаби (Хайфа)»     |
| 27        | 7 октября 2000   | Польша     | 1:3                | —    | —    | 87'      | 90'     | Отбор ЧМ-2002 (группа 5)               |
| 28        | 11 октября 2000  | Армения    | 2:1                | —    | —    | —        | 90'     | Отбор ЧМ-2002 (группа 5)               |
| 29        | 24 марта 2001    | Украина    | 0:0                | —    | —    | 65'      | 90'     | Отбор ЧМ-2002 (группа 5)               |
| 30        | 2 июня 2001      | Армения    | 0:0                | —    | —    | —        | 90'     | Отбор ЧМ-2002 (группа 5)               |
| 31        | 6 июня 2001      | Норвегия   | 1:1                | —    | —    | 37'      | 86'     | Отбор ЧМ-2002 (группа 5)               |
| 32        | 1 сентября 2001  | Украина    | 0:2                | —    | —    | —        | 52' 86' | Отбор ЧМ-2002 (группа 5)               |
| 33        | 5 сентября 2001  | Польша     | 4:1                | —    | —    | —        | 7' 83'  | Отбор ЧМ-2002 (группа 5)               |
| 34        | 17 апреля 2002   | Венгрия    | 5:2                | —    | —    | —        | 90'     | Товарищеский матч                      |
| 35        | 17 мая 2002      | Россия     | 6:5 (доп.вр.,пен.) | —    | —    | —        | 120'    | Кубок LG (Полуфинал)                   |
| 36        | 19 мая 2002      | Украина    | 2:0                | —    | —    | —        | 90'     | Кубок LG(Финал)                        |
| 36.000004 |                  |            |                    |      |      |          |         | Игрок команды «ФК Арсенал-Киев»        |
| 37        | 21 августа 2002  | Латвия     | 4:2                | —    | —    | —        | 90'     | Товарищеский матч                      |
| 38        | 7 сентября 2002  | Нидерланды | 0:3                | —    | —    | 85'      | 90'     | Отбор ЧЕ-2004 (группа 3)               |
| 39        | 12 октября 2002  | Австрия    | 0:2                | —    | —    | 66'      | 90'     | Отбор ЧЕ-2004 (группа 3)               |
| 40        | 29 марта 2003    | Молдова    | 2:1                | —    | —    | —        | 90'     | Отбор ЧЕ-2004 (группа 3)               |
| 41        | 30 апреля 2003   | Узбекистан | 2:1                | —    | —    | —        | 90'     | Товарищеский матч                      |
| 42        | 7 июня 2003      | Нидерланды | 0:2                | —    | —    | —        | 90'     | Отбор ЧЕ-2004 (группа 3)               |
| 43        | 11 июня 2003     | Австрия    | 0:5                | —    | —    | —        | 90'     | Отбор ЧЕ-2004 (группа 3)               |
| 44        | 20 августа 2003  | Иран       | 2:1                | —    | —    | —        | 32'     | Товарищеский матч                      |
| 45        | 6 сентября 2003  | Чехия      | 1:3                | —    | —    | —        | 90'     | Отбор ЧЕ-2004 (группа 3)               |
| 46        | 10 сентября 2003 | Молдова    | 1:2                | —    | —    | —        | 90'     | Отбор ЧЕ-2004 (группа 3)               |
| 46.000005 |                  |            |                    |      |      |          |         | Игрок команды «ФК Москва»              |
| 47        | 28 апреля 2004   | Литва      | 1:0                | —    | —    | —        | 90'     | Товарищеский матч                      |
| 47.000006 |                  |            |                    |      |      |          |         | Игрок команды «ФК Арсенал-Киев»        |
| 48        | 22 ноября 2004   | ОАЭ        | 3:2                | —    | —    | —        | 90'     | Товарищеский матч                      |
| 49        | 9 февраля 2005   | Польша     | 3:1                | —    | —    | —        | 45'     | Товарищеский матч                      |
| 50        | 30 марта 2005    | Словения   | 1:1                | —    | —    | —        | 5' 85'  | Отбор ЧМ-2006 (группа 5)               |
| 50.000007 |                  |            |                    |      |      |          |         | Игрок команды «ФК Черноморец (Одесса)» |
| 51        | 8 октября 2005   | Шотландия  | 1:0                | —    | —    | —        | 90'     | Отбор ЧМ-2006 (группа 5)               |
| 52        | 12 октября 2005  | Норвегия   | 0:1                | —    | —    | —        | 90'     | Отбор ЧМ-2006 (группа 5)               |

Итого: сыграно матчей: 52 / забито голов: 1; победы: 15, ничьи: 9, поражения: 28.

## Карьера тренера
В 2009 году подписал контракт с пинской «Волной» как главный тренер. В 2021 году был вновь приглашён в клуб в качестве тренера. В настоящее время, является сооснователем детской футбольной Академии в ЕС.

## Личная жизнь
В браке с Илоной Островской (псевдоним Елена Пушкина, юрист, детский писатель), есть дочь София 2015 года рождения.

## Достижения
- Чемпион Израиля: 2000/01, 2001/02
- Чемпион Беларуси: 1992/93, 1993/94, 1994/95, 1995
- Бронзовый призёр чемпионата России: 1997
- Бронзовый призёр чемпионата Украины: 2005/06